# Amphibiperita neotropica
Amphibiperita neotropica är en kräftdjursart som först beskrevs av Jakobi 1956.  Amphibiperita neotropica ingår i släktet Amphibiperita och familjen Canthocamptidae. Inga underarter finns listade i Catalogue of Life.